# John Tonelli
John A. Tonelli (né le 23 mars 1957 à Hamilton au Canada) est un joueur professionnel canadien de hockey sur glace qui évoluait au poste de centre.

## Carrière
Tonelli commence sa carrière professionnelle avec les Aeros de Houston dans l'AMH. Les  Islanders de New York de la Ligue nationale de hockey le choisissent à la 33e position du repêchage de 1977 franchise qu'il rejoint en 1978 lorsque l'AMH cesse ses activités.
Il participe à cinq finales consécutives de la Coupe Stanley avec les Islanders, remportant le trophée à quatre reprises. Il perd également la finale plus tard dans sa carrière avec les Flames de Calgary.
Il termine sa carrière en 1992 après 1 028 matchs joués dans la LNH.

## Parenté dans le sport
John Tonelli est le neveu du joueur de hockey de la LNH, Enio Sclisizzi.

## Statistiques
| Saison     | Équipe                | Ligue      |       | Saison régulière | Saison régulière | Saison régulière | Saison régulière | Saison régulière |    | Séries éliminatoires | Séries éliminatoires | Séries éliminatoires | Séries éliminatoires | Séries éliminatoires |
| Saison     | Équipe                | Ligue      | PJ    | B                | A                | Pts              | Pun              | PJ               | B  | A                    | Pts                  | Pun                  |                      |                      |
| 1973-1974  | Marlboros de Toronto  | AHO        | 36    | 18               | 37               | 55               | 62               |                  |    |                      |                      |                      |                      |                      |
| 1974-1975  | Marlboros de Toronto  | AHO        | 70    | 49               | 86               | 135              | 85               |                  |    |                      |                      |                      |                      |                      |
| 1975-1976  | Aeros de Houston      | AMH        | 79    | 17               | 14               | 31               | 66               | 17               | 7  | 7                    | 14                   | 18                   |                      |                      |
| 1976-1977  | Aeros de Houston      | AMH        | 80    | 24               | 31               | 55               | 109              | 11               | 3  | 4                    | 7                    | 12                   |                      |                      |
| 1977-1978  | Aeros de Houston      | AMH        | 65    | 23               | 41               | 64               | 103              | 6                | 1  | 3                    | 4                    | 8                    |                      |                      |
| 1978-1979  | Islanders de New York | LNH        | 73    | 17               | 39               | 56               | 44               | 10               | 1  | 6                    | 7                    | 0                    |                      |                      |
| 1979-1980  | Islanders de New York | LNH        | 77    | 14               | 30               | 44               | 49               | 21               | 7  | 9                    | 16                   | 18                   |                      |                      |
| 1980-1981  | Islanders de New York | LNH        | 70    | 20               | 32               | 52               | 57               | 16               | 5  | 8                    | 13                   | 16                   |                      |                      |
| 1981-1982  | Islanders de New York | LNH        | 80    | 35               | 58               | 93               | 57               | 19               | 6  | 10                   | 16                   | 18                   |                      |                      |
| 1982-1983  | Islanders de New York | LNH        | 76    | 31               | 40               | 71               | 55               | 20               | 7  | 11                   | 18                   | 20                   |                      |                      |
| 1983-1984  | Islanders de New York | LNH        | 73    | 27               | 40               | 67               | 66               | 17               | 1  | 3                    | 4                    | 31                   |                      |                      |
| 1984-1985  | Islanders de New York | LNH        | 80    | 42               | 58               | 100              | 95               | 10               | 1  | 8                    | 9                    | 10                   |                      |                      |
| 1985-1986  | Islanders de New York | LNH        | 65    | 20               | 41               | 61               | 50               | --               | -- | --                   | --                   | --                   |                      |                      |
| 1985-1986  | Flames de Calgary     | LNH        | 9     | 3                | 4                | 7                | 10               | 22               | 7  | 9                    | 16                   | 49                   |                      |                      |
| 1986-1987  | Flames de Calgary     | LNH        | 78    | 20               | 31               | 51               | 72               | 3                | 0  | 0                    | 0                    | 4                    |                      |                      |
| 1987-1988  | Flames de Calgary     | LNH        | 74    | 17               | 41               | 58               | 84               | 6                | 2  | 5                    | 7                    | 8                    |                      |                      |
| 1988-1989  | Kings de Los Angeles  | LNH        | 77    | 31               | 33               | 64               | 110              | 6                | 0  | 0                    | 0                    | 8                    |                      |                      |
| 1989-1990  | Kings de Los Angeles  | LNH        | 73    | 31               | 37               | 68               | 62               | 10               | 1  | 2                    | 3                    | 6                    |                      |                      |
| 1990-1991  | Kings de Los Angeles  | LNH        | 71    | 14               | 16               | 30               | 49               | 12               | 2  | 4                    | 6                    | 12                   |                      |                      |
| 1991-1992  | Blackhawks de Chicago | LNH        | 33    | 1                | 7                | 8                | 37               | --               | -- | --                   | --                   | --                   |                      |                      |
| 1991-1992  | Nordiques de Québec   | LNH        | 19    | 2                | 4                | 6                | 14               | --               | -- | --                   | --                   | --                   |                      |                      |
| Totaux LNH | Totaux LNH            | Totaux LNH | 1 028 | 325              | 511              | 836              | 911              | 172              | 40 | 75                   | 115                  | 200                  |                      |                      |
| Totaux AMH | Totaux AMH            | Totaux AMH | 224   | 64               | 86               | 150              | 278              | 34               | 11 | 14                   | 25                   | 38                   |                      |                      |

## Trophées et honneurs personnels
- Ligue nationale de hockey
  - 1982, 1985 : participation au Match des étoiles
  - 1980, 1981, 1982 et 1983 : remporta la Coupe Stanley avec les Islanders de New York